# Panquehue
Panquehue ist eine Stadt und Gemeinde in der Provinz San Felipe de Aconcagua in der Región de Valparaíso in Chile. Bei der Volkszählung im Jahr 2017 hatte sie 7273 Einwohner. Die Gemeinde erstreckt sich über eine Fläche von 121,9 km².

## Geschichte
Eine Karte aus dem 18. Jahrhundert beschreibt Panquehue, die im Aconcagua-Tal liegt und nach der Gründung von San Felipe 1740 und vor Los Andes 1792 erbaut wurde. Sie zeigt in Panquehue ein großes Gebiet, das von Bergen, einer Flussmündung und einem Fluss bedeckt ist, und eine Königsstraße, die es durchquert.

## Bevölkerung
Laut der Volkszählung des Nationalen Statistikinstituts von 2002 hatte Panquehue 6567 Einwohner (3312 Männer und 3255 Frauen). Davon lebten 2904 (44,2 %) in städtischen Gebieten und 3663 (55,8 %) in ländlichen Gebieten. Die Bevölkerung wuchs zwischen den Volkszählungen 1992 und 2002 um 11,3 % (667 Personen). Im Jahr 2017 zählte man 7273 Personen.